# کراتینین
کراتینین (Creatinine) فراورده‌ای از سوخت و ساز در ماهیچه‌ها است که از کلیه‌ها دفع می‌گردد.
اندازه فرآوری و دفع کراتینین را هم با آزمایش خون و هم با گردآوری ادرار در یک دوره ۲۴ ساعته می‌توان اندازه‌گیری کرد هر گاه اندازه کراتینین خون بالاتر از اندازه عادی شود می‌تواند نشانه نارسایی در کار کلیه‌ها باشد و بنابراین سنجش خوبی برای ارزیابی کارکرد کلیه‌ها می‌باشد. میزان نرمال و کلیرانس آن در کلیه تحت تأثیر میزان توده عضلانی فرد است لذا در آقایان بیشتر است. 

## متابولیسم کراتینین
تولید: کراتینین فراورده نیتروژن‌داری است که از کراتین فسفات که سرآغاز بزرگ فرآوری انرژی در ماهیچه‌است، مشتق می‌گردد. پس از دهیدارته شدن کراتین فسفات در ماهیچه‌ها و بدون کاتالیزور، کراتین به کراتینین تبدیل می‌شود و وارد خون می‌شود. کراتینین بیشتر از ماهیچه‌های اسکلتی مشتق و از راه کلیه‌ها دفع می‌شود. چون حجم توده عضلانی هر فرد ثابت است اندازه فرآوری کراتینین در هر فردی کم و بیش ثابت است. روزانه کم و بیش ۲ درصد کراتین بدن به کراتینین تبدیل می‌شود.
زُدایش کراتینین در جریان خون تنها بدست کلیه‌ها صورت می‌گیرد بنابراین اندازه‌گیری اندازه کراتینین در خون می‌تواند نشان دهنده کارکرد کلیه‌ها باشد. هر گاه کارکرد کلیه‌ها کاهش پیدا کند برای نمونه در مواردی که یکی از کلیه‌ها از بدن بیرون می‌شود سطح کراتینین افزایش می‌یابد مقدار معمول آن در بزرگسالان ۱ میلی گرم در دسی لیتر است در کودکان که ماهیچه‌ها کمتری دارند این اندازه باید ۲/ ۰ باشد. محدود طبیعی کراتینین در خانم‌ها میان ۱/۱-۵/۰ و در مردان ۲/۱-۶/۰ میلی‌گرم در دسی‌لیتر خون است. چرایی بیشتر بودن آن در مردان به چرایی بیشتر بودن توده ماهیچه‌ای آنهاست. جوانان پرکار (وزنه بردار) یا بالغین در میانسالی می‌شود کراتینین بیشتری داشته باشند. برعکس در کسان مسن اندازه کراتینین کمتر است. کسانیکه دچار سوءتغذیه، کاهش وزن شدید و بیماری طولانی مدت هستند، به چرایی کاهش توده عضلانی سطح کراتینین آن‌ها کمتر از اندازه موردانتظار است.

## مقادیر مرجع کراتینین
مقادیر طبیعی کراتینین سرم در افراد سالم ممکن است بسته به سن، جنس، توده عضلانی و روش آزمایشگاهی مورد استفاده، تفاوت‌هایی داشته باشد. با این حال، مقادیر مرجع رایج به شرح زیر هستند:
مردان بالغ: ۰٫۷ تا ۱٫۳ میلی‌گرم در دسی‌لیتر (mg/dL)
زنان بالغ: ۰٫۶ تا ۱٫۱ میلی‌گرم در دسی‌لیتر (mg/dL)
کودکان: حدود ۰٫۲ تا ۱٫۰ میلی‌گرم در دسی‌لیتر (بسته به سن و رشد عضلانی)
سالمندان: معمولاً در حد پایین‌تر دامنه به دلیل کاهش توده عضلانی

## عوامل مؤثر بر سطح کراتینین
سطح کراتینین در خون ممکن است تحت تأثیر عوامل متعددی قرار گیرد که به دو دستهٔ اصلی تقسیم می‌شوند:

### افزایش سطح کراتینین
افزایش کراتینین ممکن است ناشی از موارد زیر باشد:
نارسایی یا کاهش عملکرد کلیه (حاد یا مزمن)
دهیدراسیون (کم‌آبی بدن)
مصرف داروهایی مانند مهارکننده‌های ACE، داروهای ضدالتهابی غیر استروئیدی (NSAIDs)، سیس‌پلاتین
افزایش توده عضلانی یا مصرف مکمل‌های حاوی کراتین
انسداد مجاری ادراری (مثل سنگ کلیه)

### کاهش سطح کراتینین
کاهش کراتینین معمولاً به دلایل زیر رخ می‌دهد:
کاهش توده عضلانی (در سالمندان، افراد دچار سوءتغذیه یا بیماری‌های تحلیل‌برنده)
بارداری (به‌ویژه در سه‌ماهه دوم و سوم)
بیماری‌های مزمن مانند سیروز کبدی یا سرطان‌های پیشرفته

## پاک‌سازی کراتینین
یک روز پس از برداشتن یکی از کلیه‌ها مقدار کراتینین سرم خون به حالت پایدار ۱/۸ می‌رسد. هر گاه هر دو کلیه برداشته شوند (برای نمونه در مواردی که شخص دچار سرطان شده‌است) مقدار کراتینین به گونه روزانه آغاز به افزایش می‌کند تا زمانی که بیمار تحت دیالیز قرار گیرد. سرعت بالا رفتن کراتینین در خون بستگی به مقدار ماهیچه‌ها شخص دارد. یک کودک را باید هنگامیکه کراتینین خون او به ۲ رسید مورد دیالیز قرار داد. در صورتی‌که دربارهٔ بزرگسالان این رقم باید به ۱۰ یا حتی بالاتر برسد تا دیالیز را آغاز کنند.

## کراتینین ادرار
کراتینین ادرار ۲۴ ساعته در بارداری، فعالیت شدید و برخی موارد دیگر بالا می‌رود. در بسیاری از بیماری‌های کلیه، نارسایی قلبی، شوک و کم‌آبی پایین می‌آید.

## شیمی کراتینین
از نظر ساختار شیمیایی، کراتینین یک لاکتام
و یک ایمیدازولیدینون است؛ بنابراین از مشتقات حلقوی کراتین به شمار می آید.

## بن‌مایه‌ها
- لوی گانونگ (۱۳۸۶)، فیزیولوژی گایتون، ترجمهٔ سیدعلی حائری روحانی، بهنود شاهی، رخساره سادات عقیلی، حامد اختیاری، محمدحسین کاظمی، نرگس بلوچ، منصور میرزایی قمی، کتاب میر، شابک ۹۶۴-۴۹۸-۰۰۷-۷